# Midtown (métro d'Atlanta)
 (décembre 2021).
Si vous disposez d'ouvrages ou d'articles de référence ou si vous connaissez des sites web de qualité traitant du thème abordé ici, merci de compléter l'article en donnant les références utiles à sa vérifiabilité et en les liant à la section « Notes et références ».
Pour les articles homonymes, voir Midtown.
Midtown est une station du métro d'Atlanta, dans l'État de Géorgie, aux États-Unis. Ouverte le 18 décembre 1982, elle est située à Atlanta le long de la ligne or et de la ligne rouge, entre North Avenue et Arts Center.

## Services aux voyageurs

### Desserte
| Nord/Ouest                         |  |                  |  | Sud/Est                        |
| ---------------------------------- |  | ---------------- |  | ------------------------------ |
| Arts Center vers Doraville (en)    |  | ligne or (en)    |  | Avenue Nord vers Aéroport (en) |
| Arts Center vers Nord Springs (en) |  | ligne Rouge (en) |  | Avenue Nord vers Aéroport (en) |
| modifier sur Wikidata              |  |                  |  |                                |